# Tillandsia 'Bahia'
Tillandsia 'Bahia' es un  cultivar híbrido del género Tillandsia perteneciente a la familia  Bromeliaceae.
Es un híbrido creado en el año 1993 con las especies Tillandsia rothii × Tillandsia  'Magnifica'.